# Direcția de Combatere a Criminalității Organizate
Direcția de Combatere a Criminalității Organizate este unitatea specializată din structura Inspectoratului General al Poliției Române, cu competență teritorială generală, care desfășoară și coordonează activitatea de combaterea criminalității organizate la nivel național, în conformitate cu actele normative în vigoare.
Direcția are în subordine 15 brigăzi și 27 servicii județene cu linii de muncă corespondente structurii centrale, corespunzătoare structurilor teritoriale ale DIICOT, DNA și DGA și investighează infracțiunile din competența acestor instituții.